# Lamentação sobre o Cristo Morto (Niccolò dell'Arca)
A Lamentação sobre o Cristo Morto (em italiano Compianto sul Cristo morto) é um grupo de sete esculturas em terracota de Niccolò dell'Arca (1435-1494) conservadas no santuário de Santa Maria da Vida, em Bolonha, e que representam a cena da "Lamentação de Cristo".

## História

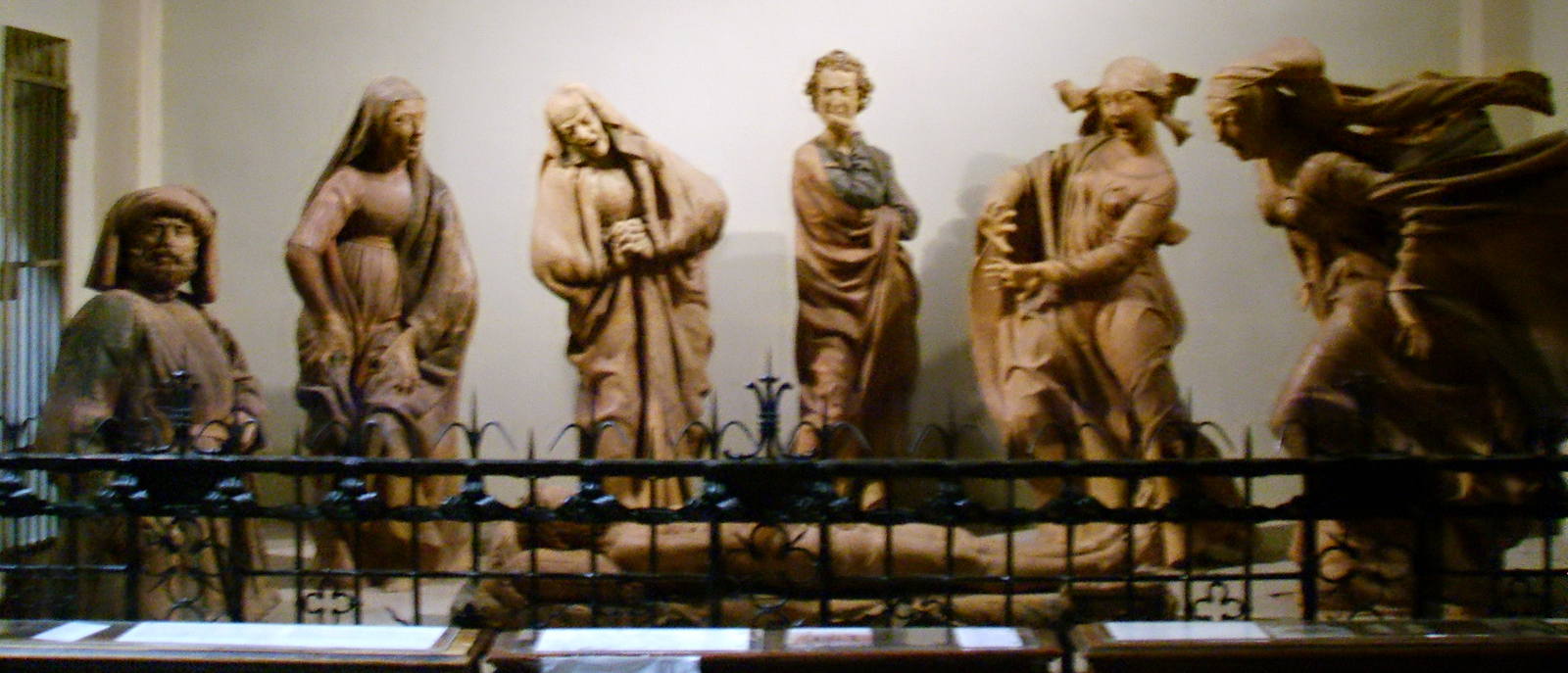
Visão geral da obra.

O ano certo da obra é desconhecido, mas crê-se que ela foi criada entre os anos de 1463 a 1490. Essa obra ficou abrigada por muito tempo na Pinacoteca Nacional de Bolonha, mas, a partir dos anos 90, voltou para a Igreja de Santa Maria da Vida, local onde ficara conservada originalmente nos séculos XV e XVI.

## A obra
A obra é composta por sete imagens de tamanho natural em terracota. Acha-se também um pouco de policromia.
Nesta obra, Cristo está no centro, deitado, com a cabeça apoiada sobre um travesseiro. As outras figuras estão ao seu redor, formando um semi-círculo. Destacam-se as duas Marias, com o rosto tocado pela dor e as roupas movidas pelo vento. As outras figuras são mais tranquilas: Nossa Senhora a orar e São João Evangelista a chorar em silêncio.
Longe dos outros, à esquerda, há uma figura ajoelhada em roupas renascentistas, que pode ser o mecena da obra, ou seja, quem financiou a obra.

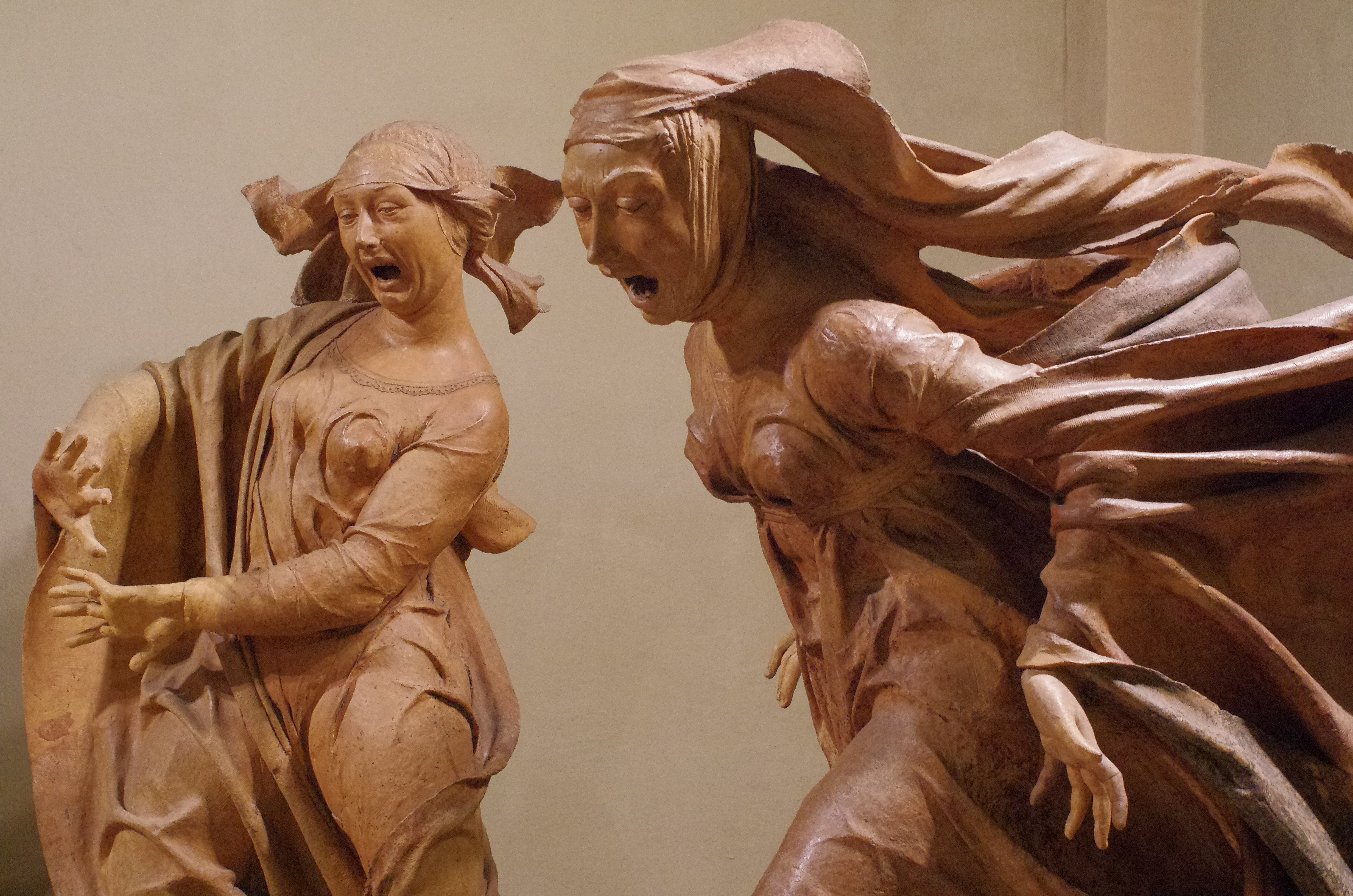
O autor se preocupeou com muitos detalhes, entre eles: a face das personagens e o efeito do vento que bate nas suas vestes.

O dramatismo e as ricas emoções retratadas nesta obra fazem pensar que a arte de escultura de Niccolò dell'Arca atingiu o seu auge e perfeição em Borgonha, no Humanismo cristão e no último Donatello. Outra interpretação diz que foi atingido também em Ercole de' Roberti, na Capela Garganelli da Catedral de São Pedro de Bolonha.